# Jägersro villastad
Jägersro villastad är ett område i stadsdelen Husie, Malmö. 
Området utgörs av villor byggda på 1960-talet. Det ligger mellan Jägersro (trav och galopp) och Amiralsgatan, öster om Agnesfridsvägen. Längs Amiralsgatan finns en del nyare småindustrier och kontorslokaler. 
Villastaden har tio gator: Hästvägen, Remontgatan, Fuxgatan, Ponnygatan, Skimmelgatan, Tränaregatan, Kuskgatan, Veterinärgatan, Hästägargatan och Hovslagarvägen. 
Centralt i området finns Jägersro förskola.